# Deutsche Physik

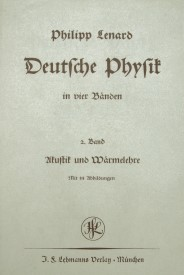
Philipp Lenard. Deutsche Physik, 2. Band – Akustik und Wärmelehre. München, 1936–1937

Die sogenannte Deutsche Physik, auch arische Physik, war eine nationalsozialistisch geprägte Lehre, die einige deutsche Physiker in der ersten Hälfte des 20. Jahrhunderts vertraten und die die Physik mit rassistischen Ansichten vermischte. Sie lehnten die aufkommende moderne Physik als zu mathematisch und theoretisch ab und befürworteten eine stärkere Betonung der Rolle der experimentellen Physik. Insbesondere sprachen sie sich gegen die von Albert Einstein entwickelte Relativitätstheorie und die Quantenmechanik aus und verwarfen deren Aussagen als zu wenig anschaulich und zu wenig intuitiv (so z. B. Unschärferelation und Welle-Teilchen-Dualismus in der Quantenmechanik bzw. Raum-Zeit-Kontinuum und nichteuklidische Raumgeometrie der Relativitätstheorie). Die Deutsche Physik war geprägt von dem antisemitischen Gedankengut, das in der aufgeheizten politischen Stimmung der 1920er Jahre nach dem verlorenen Weltkrieg in der politisch instabilen Weimarer Republik weit verbreitet war. Hinzu kam, dass viele führende theoretische Physiker und Vertreter der neuen Theorien jüdischer Abstammung waren.
Deutsche Physik ist auch der Titel eines vierbändigen Lehrbuches (1936) von Philipp Lenard, das die Entwicklungen der modernen Physik auf der Basis der klassischen Physik etwa mit Hilfe der Äthertheorie zu erklären versucht.

## Inhalte
Die Deutsche Physik ist eine weitgehend auf Deutschland begrenzte antisemitische Lehre; genauer handelte es sich um eine unter maßgebenden Fachvertretern nicht sehr weit verbreitete Bewegung, deren Beginn auf das Erscheinen von Philipp Lenards Werk Große Naturforscher 1929 datiert werden kann und die mit dem Zusammenbruch des Dritten Reiches 1945 endet. Sie lehnte die moderne Physik – namentlich die Relativitätstheorie und Quantenmechanik – als jüdisch ab und entwickelte kaum Gegenkonzepte, außer einer als mechanistisch zu bezeichnenden Grundeinstellung. Die prominentesten – aber in Fachkreisen von Anfang an weitgehend isolierten – Vertreter sind die beiden Physik-Nobelpreisträger Philipp Lenard (1862–1947) und Johannes Stark (1874–1957). Lenard war zudem von Adolf Hitler mit dem Preis der NSDAP für Kunst und Wissenschaft ausgezeichnet worden.
Für die Deutsche Physik existierte kein formales Programm, sie entwickelte sich in der Auseinandersetzung um die abstrakte moderne Physik in Veröffentlichungen und Vorträgen. Die bekannteste und immer wieder zitierte Definition stammt aus dem Vorwort von Lenards vierbändigem Lehrwerk Deutsche Physik von 1936, das – ohne dieses Vorwort – bis weit in die 1950er Jahre zur Lehre weiterverwendet wurde:

„‚Deutsche Physik‘? wird man fragen. Ich hätte auch arische Physik oder Physik der nordisch gearteten Menschen sagen können, Physik der Wirklichkeits-Ergründer, der Wahrheits-Suchenden, Physik derjenigen, die Naturforschung begründet haben. – ‚Die Wissenschaft ist und bleibt international!‘ wird man mir einwenden wollen. Dem liegt aber immer ein Irrtum zugrunde. In Wirklichkeit ist die Wissenschaft, wie alles was Menschen hervorbringen, rassisch, blutsmäßig bedingt. […] Naturforschung […] hat kein Volk überhaupt je begonnen, ohne auf dem Nährboden schon vorhandener Eigenschaften von Ariern zu fußen.“

Im Weiteren führt Lenard aus, die wissenschaftliche Arbeit vollziehe sich „in enger Zwiesprache mit Naturvorgängen“: „Der unverbildete deutsche Volksgeist sucht nach Tiefe, nach widerspruchsfreien Grundlagen des Denkens mit der Natur, nach einwandfreier Kenntnis vom Weltganzen.“ Unmittelbare Fragen an die Natur können nach Lenards Ansicht nur durch das Experiment beantwortet werden, theoretische Überlegungen bauen darauf auf. Ergebnisse der experimentellen Untersuchungen müssten „auf dem festen Boden der klassischen Physik“ anschaulich beschrieben und erklärt werden.
Damit begründete die Deutsche Physik Ziele, Inhalte und Methoden auf der Grundlage der nationalsozialistischen Rassenideologie und unterschied sich darin von der Diskussion um das physikalische Weltbild in anderen Ländern. Als ihre Grundlagen galten
- das „Postulat der mechanischen Begreifbarkeit“ (Lenard): deren Anschaulichkeit und Aufbau auf Grundlage der klassischen Physik;
- das unmittelbare Erlebnis der Natur;
- das Experiment als methodische Grundlage, auf dem theoretische Überlegungen aufbauen.

Zu den zentralen Begriffen der Deutschen Physik zählten
- die physikalischen Grundbegriffe Kraft und Energie,
- der Begriff des Mechanismus, definiert durch „die Anwendung mathematisch formulierbarer, d. h. quantitativ auswertbarer Vorstellungen, die eine anschauliche Entsprechung in der uns anschaulichen Erkenntnis ermöglichenden Denkform des Raumes und der Zeit gestatten“,[3]
- der Begriff des Äthers, mit dem auch der Aufbau des Atoms und das – von Lenard anerkannte – Relativitätsprinzip erklärt werden.

Die klassischen Bereiche von Lenards Lehrbuch waren identisch mit der international akzeptierten Physik. Nur die Relativitätstheorie und die Quantentheorie wurden abgelehnt. An ihrer Stelle entwickelte Lenard bereits seit 1910 eine Äthertheorie, die auch das Michelson-Morley-Experiment und andere relativistisch interpretierte Experimente erklären sollte. Für die Atomphysik war Johannes Stark zuständig: Mit einem klassischen Modell sollten Phänomene erklärt werden, die sonst mit der Quantentheorie behandelt wurden. Darüber hinaus entstanden innerhalb der Deutschen Physik keine weiteren Neuerungen in der theoretischen Physik, da sich deren Vertreter kaum mit aktuellen theoretischen Fragen der Atomphysik beschäftigten.
Die Deutsche Physik gilt heute als spezifisch nationalsozialistische Gegenentwicklung zur modernen Physik. Auch bezüglich dieser Wissenschaft gab es in Deutschland nach dem Ersten Weltkrieg zunehmend antisemitische Argumente, die im Dritten Reich institutionalisiert werden konnten. Für die Wissenschaftsentwicklung selbst hatte die Deutsche Physik – nicht nur aus heutiger Perspektive – keine Bedeutung.

## Vorgeschichte

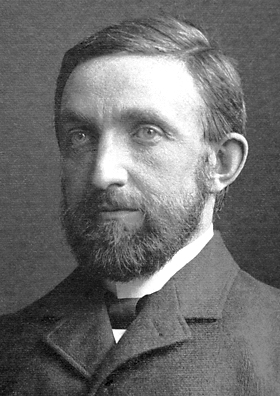
Philipp Lenard (1862–1947), einer der frühen Vertreter der Deutschen Physik

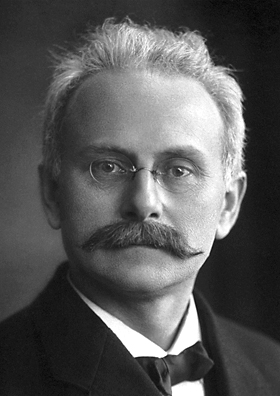
Johannes Stark (1874–1957), der Organisator der Deutschen Physik

Anfang des 20. Jahrhunderts war in fast allen naturwissenschaftlichen Disziplinen ein Umsturz des klassischen Weltbildes spürbar. In der Physik stießen vor allem zwei Entwicklungen die klassischen Denkweisen um: Plancks Einführung des Energiequants, das der klassischen Wellen- und Äthervorstellung vom Ursprung des Lichts widersprach und mit klassischen Begriffen von Kausalität und Determinismus nicht mehr in Einklang stand, sowie Einsteins spezielle Relativitätstheorie, die die Naturgesetze scheinbar vom Bewegungszustand des Beobachters abhängig machten, was von den Gegnern als „allgemeiner Relativismus“ und „materialistisches Spiel ohne Werte“ aufgenommen wurde. Beide Entwicklungen führten in den 1920er Jahren zu einem fundamentalen Umdenken in der akademischen Physik. Das zog einen regelrechten Kulturkampf zwischen Befürwortern und Gegnern der modernen Physik nach sich.
Zu diesem allgemeinen Unbehagen bei den Physikern trug die zunehmende Mathematisierung ihrer Wissenschaft bei, etwa das Auftreten abstrakter topologischer Räume wie des sogenannten Hilbertraums, konkrete Begriffe wie der einer Gruppentheorie, oder nicht zuletzt die vielen Indizes i, j, k, … (usw.)  bei der Formulierung der Einsteinschen Feldgleichungen, die diese zusätzlich unverständlich machten.
Physik war für die Physiker, selbst für Fachleute, einfach „zu schwer“ geworden, was die Deutsche Physik als jüdisch verurteilte.
Dabei waren die Gegner der modernen Physik vor allem in der älteren Generation von Naturforschern zu finden, die sich im untergegangenen Kaiserreich als bedrohte Elite von Kulturträgern verstanden. Zu ihnen gehörten auch die Protagonisten der Deutschen Physik, die Nobelpreisträger Philipp Lenard und Johannes Stark. Früh schon stigmatisierte diese Elite die Unzulänglichkeiten des Materialismus der modernen Gesellschaft als jüdisch, der größte Teil dieser „deutschen Mandarine“ trat in seiner konservativen politischen Tradition ins antisemitische Lager über, wobei ‚übersehen‘ wurde, dass es durchaus jüdische Kritiker der Relativitätstheorie gab, wie z. B. Menyhért Palágyi, Leo Gilbert und Oskar Kraus. Im Gegensatz zu den älteren Konservativen gab es vor allem in der jüngeren Generation eine weitverbreitete Ablehnung gegen die klassische Physik. Heute wird die Entwicklung der Quantenphysik in den 1920er Jahren mit ihren unanschaulichen und scheinbar paradoxen Grundaussagen als Kind dieser Geisteshaltung betrachtet.
In der Tat gehörte Werner Heisenberg, als er 1925 mit seiner Matrizenmechanik zum ersten Mal die Quantenmechanik korrekt und vollständig formulierte, damals eher zu den „jungen Revolutionären“, während man bis dahin nur auf die „alten Männer“ wie Niels Bohr hörte, der mit seinem halbklassisch-mechanistischen Atommodell seit 1910 die Physikdebatten dominierte.
Allerdings waren es wiederum diese „alten Männer“ (etwa Max Born), die das Revolutionäre an Heisenbergs Theorie erkannten und den Heisenberg’schen Formelausdrücken die zugehörige mathematische Formulierung gaben. Erwin Schrödinger, der quasi „dazwischen stand“, gab dann 1926 mit seiner „Schrödingergleichung“ der neuen Theorie unabhängig ihre endgültige Gestalt, die aber erst von Niels Bohr und Max Born nichtklassisch interpretiert wurde.
Es gab aber nicht nur im deutschen Kaiserreich schon viel länger andauernde nationalistische oder antisemitische Tendenzen in den Naturwissenschaften. Die erste wissenschaftliche Abhandlung, die einen Zusammenhang zwischen nationaler Kultur und wissenschaftlicher Denkweise in Bezug auf die moderne Wissenschaft herstellte, stammte vom Pariser Physiker und Philosophen Pierre Duhem (1861–1916), der seinerseits die Relativitäts- und Quantentheorie ablehnte. Er unterschied zwischen einer abstrakten Denkfähigkeit zum Auffinden der richtigen Axiome, dem esprit de finesse, und der Fähigkeit, daraus die richtigen Schlussfolgerungen abzuleiten, dem esprit de géométrie. Die eine sei intuitiv, sprunghaft und mehr gefühlsmäßig, die andere folge festen, von außen auferlegten Regeln. Das Begriffspaar findet sich schon bei Pascal, nur erweiterte Duhem es, indem er verschiedenen Völkern unterschiedliche Ausprägungen dieser Fähigkeiten zuschrieb.
In den 1920er Jahren häuften sich die heute als Antirelativismus bezeichneten Schriften und Angriffe gegen die moderne Physik von Wissenschaftlern, die diese vor dem Ersten Weltkrieg noch anerkannt hatten. Dazu gehörte Philipp Lenard, der 1886 als Assistent bei Heinrich Hertz dessen Versuche über Kathodenstrahlen fortgeführt hatte. Durch die prinzipielle Klärung des lichtelektrischen Effektes und der Phosphoreszenz hat Lenard auch zur Entwicklung des Quantenkonzeptes beigetragen, wofür er 1905 den Nobelpreis erhielt. Nach dem Ersten Weltkrieg wandte er sich von der modernen Physik ab und polemisierte mit Blick auf Albert Einstein gegen „jüdische Einflüsse“ in der Physik. In Große Naturforscher (1929) versuchte Lenard eine Darstellung der Geschichte der Physik ausschließlich anhand der Biografien „arischer“ Physiker.
Einen ähnlichen Weg schlug Johannes Stark ein, der seit 1909 Ordinarius an der TH Aachen war und sich dort durch sein technisch-experimentelles Geschick und seine Anschauungsgabe hervortat. Er hatte den Doppler-Effekt an Kanalstrahlen entdeckt und versuchte bereits 1906, sie mithilfe der speziellen Relativitätstheorie und ein Jahr später auch mit der Quantentheorie zu erklären. Er wies u. a. den sogenannten Stark-Effekt nach, die Veränderung von atomaren und molekularen Energieniveaus durch elektrische Felder. So war er einer der frühesten Verfechter des Quantenkonzeptes. Gegen Kriegsbeginn wandte er sich jedoch gegen diese Konzepte.
Ein Höhepunkt der frühen Auseinandersetzungen um die Deutsche Physik war Lenards Auftritt bei der Versammlung deutscher Naturforscher und Ärzte in Bad Nauheim am 23. September 1920, auf der es zur öffentlichen Konfrontation mit Einstein kam.
Als Haupteinwand brachte Lenard nur die Unanschaulichkeit der Einsteinschen Allgemeinen Relativitätstheorie vor, die gegen den gesunden Menschenverstand verstoße. Auch Stark war bei der Versammlung als Redner anwesend.

## Institutionalisierung
Da in ganz Europa die Einrichtungen zur Grundlagenforschung Anfang des 20. Jahrhunderts jüdischen Wissenschaftlern eine besondere Integrationschance boten, waren überproportional viele geistige Väter des modernen physikalischen Weltbildes jüdischer Abstammung (zum Beispiel Albert Einstein, Max Born und Wolfgang Pauli). Andere prominente deutsche Physiker wie  Werner Heisenberg, der mit Born zusammengearbeitet hatte, wurden als „weiße Juden“ verunglimpft (siehe unten). Aus diesem Grund konstruierten die Antisemiten im Zuge der Auseinandersetzungen um die Relativitätstheorie Albert Einsteins bereits in den 1920er Jahren den Begriff der (abstrakten) jüdischen Physik, im Gegensatz zur (begreifbaren) Deutschen Physik.
Das Jahr 1933 brachte durch die Gleichschaltung und Entlassung jüdischer Wissenschaftler eine Zäsur in der Wissenschaftsorganisation, bei der Vertreter der Deutschen Physik Machtpositionen erlangten. Am 1. Mai 1933 wurde Johannes Stark vom Reichsinnenminister zum Präsidenten der Physikalisch-Technischen Reichsanstalt eingesetzt, 1934 folgte die Präsidentschaft der wichtigen Forschungsförderungseinrichtung Notgemeinschaft der deutschen Wissenschaft. Im selben Jahr wurde allerdings auch Starks Anspruch auf den Vorsitz der Deutschen Physikalischen Gesellschaft mit großer Mehrheit verhindert. Die Vergabe des Nobelpreises an Werner Heisenberg 1933 schwächte die Position der Deutschen Physik zusätzlich. Auch nahmen einige deutsche Physiker bereits früh explizit für Einstein Stellung (z. B. Max von Laue).
Die Gruppe um Lenard und Stark erwies sich zunächst als klein, aber politisch einflussreich. Philipp Lenard übernahm die Aufgabe des Ideologen mit Beraterfunktion beim Reichskultusminister Bernhard Rust; Johannes Stark war der einflussreiche Organisator. Er prägte u. a. den Begriff „weißer Jude“ für nichtjüdische, im ideologischen Gefüge der Nationalsozialisten arische, Vertreter der Relativitäts- und Quantentheorie. In der SS-Zeitung Das Schwarze Korps vom 15. Juli 1937 griff er mit diesem Begriff vor allem Werner Heisenberg an.
Ein politischer Erfolg der Deutschen Physik war die Besetzung des Münchner Sommerfeld-Lehrstuhls durch den Deutschen Physiker Wilhelm Müller im Jahre 1939. Für diese Stelle war von der zuständigen Abteilung der Universität ursprünglich der Sommerfeld-Schüler Werner Heisenberg vorgesehen.

Aber schon zuvor verloren Lenards und Starks Anhänger an Einfluss, weil die moderne Physik ihre Nützlichkeit überall beweisen konnte, insbesondere in zahlreichen Forschungsprojekten des NS-Staates. Zu ihnen zählte beispielsweise das Uranprojekt. Dennoch war die Situation angespannt, sodass die beiden Physiker Wolfgang Finkelnburg und Otto Scherzer versuchten, die wissenschaftlichen Standpunkte endgültig und offiziell zu klären. Im November 1940 kam es zu einer heute als Münchner Religionsgespräch bezeichneten Aussprache zwischen Vertretern der Deutschen Physik (Rudolf Tomaschek, Alfons Bühl, Ludwig Wesch und Wilhelm Müller) und unter anderem Carl Ramsauer, Georg Joos, Hans Kopfermann und Carl Friedrich von Weizsäcker als Vertreter der modernen Physik. Darin sollten die Vertreter der Deutschen Physik wissenschaftlich unverrückbare Tatsachen der modernen Physik öffentlich anerkennen und die unerträglichen politischen Angriffe dagegen einstellen. Die schriftliche Vereinbarung hielt folgendes fest:
1. Die theoretische Physik mit allen mathematischen Hilfsmitteln ist ein notwendiger Bestandteil der Gesamtphysik.
2. Die in der speziellen Relativitätstheorie zusammengefassten Erfahrungstatsachen gehören zum festen Bestandteil der Physik. Die Sicherheit der Anwendung der speziellen Relativitätstheorie ist jedoch nicht so groß, dass eine weitere Nachprüfung unnötig wäre.
3. Die vierdimensionale Darstellung von Naturvorgängen ist ein brauchbares mathematisches Hilfsmittel; sie bedeutet aber nicht die Einführung einer neuen Raum- und Zeitanschauung.
4. Jede Verknüpfung der Relativitätstheorie mit einem allgemeinen Relativismus wird abgelehnt.
5. Die Quanten- und Wellenmechanik ist das einzige zurzeit bekannte Hilfsmittel zur quantitativen Erfassung der Atomvorgänge. Es ist erwünscht, über den Formalismus und seine Deutungsvorschriften hinaus zu einem tieferen Verständnis der Atome vorzudringen.

Lenard selbst sah seine Vorstellungen nicht hinreichend vertreten und wertete die Erklärung als Verrat. Die Vertreter der modernen Physik hingegen konnten mit dieser Auflistung von Selbstverständlichkeiten leben.

## Bewertung
Das in Teilen pseudowissenschaftliche Phänomen der Deutschen Physik – wie auch der von Ludwig Bieberbach und Theodor Vahlen propagierten Deutschen Mathematik oder der Deutschen Chemie Paul Waldens – wurde bislang überwiegend als Vorhaben interpretiert, die Naturwissenschaften in die faschistische Gesellschaft zu integrieren. Dabei wechseln sich die beiden Tendenzen einer völkischen Wissenschaft nach Lenard, Stark oder Vahlen Anfang der 1930er Jahre mit einer Wissenschaft als nationaler Aufgabe im Sinne des Volksganzen ab, was den Notwendigkeiten der Autarkie- und Rüstungspolitik ab 1936 besser entsprach. Die Besonderheit der Deutschen Physik lag dabei im vergleichsweise großen politischen Einfluss der beiden Nobelpreisträger Lenard und Stark (und dem erhofften Einfluss anderer Nobelpreisträger) in Form von leitenden Positionen in der Wissenschaftsorganisation und beratenden Funktionen gegenüber der politischen Elite ab 1933.
Die Wurzeln der Deutschen Physik lassen sich jedoch bis ins späte 19. Jahrhundert zurückverfolgen, als in vielen Ländern Europas nationale Wissenschaften propagiert wurden. Zu Beginn des Ersten Weltkriegs uferten die Gegensätze durch Manifeste führender Gelehrter in einen regelrechten Krieg der Geister aus. Sicherlich existieren nationale Stile von Wissenschaften, die sich in Methoden und Formen der Theoriebildung unterscheiden. Die Deutsche Physik entstand jedoch am Ende des Ersten Weltkriegs als Antipol zur aufkommenden modernen Physik und forderte eine prinzipielle Anschaulichkeit der Modelle und das Experiment als methodische Grundlage im Unterschied zu den abstrakten Gedankenexperimenten der theoretischen Physik. Die Hauptgründe sind in der speziellen geistigen Verfasstheit der wissenschaftlichen Elite in der Weimarer Republik zu finden: Viele Hochschullehrer, die ihre wesentliche Karriere noch im Kaiserreich gemacht hatten, lehnten die Weimarer Demokratie als „undeutsche“ Staatsform ab und konnten sich mit den Veränderungen, die die moderne Zeit sowohl auf politischer als auch wissenschaftlicher Ebene hervorbrachte, nicht anfreunden. Die Kritik der Deutschen Physik richtete sich insbesondere gegen die den klassischen physikalischen Vorstellungen widersprechenden Thesen Albert Einsteins, der durch seine Arbeiten sowohl zur Relativitätstheorie als auch zur Quantentheorie die moderne Physik verkörperte und dafür 1921 sogar den Nobelpreis erhielt. Die zuletzt verzweifelt erscheinenden Versuche Lenards, das Relativitätsprinzip und die Quantentheorie durch die Hilfskonstruktion der Äthertheorie auf eine klassisch-anschauliche Basis zu stellen, verloren mit der weiteren Entwicklung der Physik und spätestens mit Entdeckung der Kernspaltung jede Plausibilität.
Im Nationalsozialismus wandelte sich die Deutsche Physik endgültig zur rassistischen Arischen Physik, während sich die moderne Physik weiter etablierte. Ironischerweise war auch im nationalsozialistischen Staat die sogenannte „moderne Physik“ Grundlage für militärisch relevante Forschungsprojekte wie etwa das „Uranprojekt“, weshalb spätestens nach der grundsätzlichen Aussprache zwischen Vertretern der modernen und der Deutschen Physik Ende 1940 Lenard und Stark isoliert waren.
In Bertolt Brechts Drama Furcht und Elend des Dritten Reiches wird in einer Szene auf die Deutsche Physik eingegangen. In dieser Szene tauschen sich zwei Göttinger Physiker über wissenschaftliche Erkenntnisse zu Gravitationswellen aus. Die dabei offenbar von Einstein stammenden Ergebnisse können die Wissenschaftler nur heimlich vorlesen, und bei der versehentlichen Nennung von Einsteins Namen muss einer der Wissenschaftler vor möglichen Spitzeln Verachtung gegenüber Einstein heucheln: „Ja, eine echte jüdische Spitzfindigkeit! Was hat das mit Physik zu tun?“ In dem der Szene vorangestellten Gedicht kommentiert Brecht, im Dritten Reich habe man keine „richtige / sondern eine arisch gesichtige / Genehmigte deutsche Physik“ gewollt.

## Einflussreiche Vertreter
Insgesamt vertrat eine Gruppe von etwa 30 Physikern die Deutsche Physik aktiv durch Lehre, Publikationen und Vorträge. Die führenden Vertreter waren:
- Philipp Lenard (1862–1947)
- Johannes Stark (1874–1957)
- Ludwig Glaser (1889–1945?)
- Ernst Gehrcke (1878–1960)
- Hugo Dingler (1881–1954), Philosoph
- Wilhelm Müller (1880–1968)
- Rudolf Tomaschek (1895–1966)
- Alfons Bühl (1900–1988)
- Ludwig Wesch (1909–1994)

In den 1930er Jahren kamen jüngere Physiker hinzu, wie z. B. Harald Volkmann, die meist Schüler von Lenard und Stark waren und deren politische Aktivität oft die ihrer Lehrer übertraf.